# Parafia Matki Bożej Częstochowskiej w Sierczy
Parafia Matki Bożej Częstochowskiej w Sierczy – rzymskokatolicka parafia znajdująca się w archidiecezji krakowskiej, w dekanacie Wieliczka Zachód, w Polsce.